# Siad Haji
Siad Haji (Kakuma, 1º dicembre 1999) è un calciatore somalo con cittadinanza statunitense, centrocampista del Template:Calcio Vermont Green e della nazionale somala.

## Biografia
Nato in un campo per rifugiati del Kenya da genitori somali, nel 2004 si è trasferito con la sua famiglia negli Stati Uniti, più precisamente nel New Hampshire.

## Carriera

### Club
Ha iniziato a giocare a calcio presso il New England College di Henniker, nel New Hampshire. Dal 2017 al 2018 ha giocato con la rappresentativa della Virginia Commonwealth University. Nello stesso biennio, ha anche militato nella formazione Under-23 dei Portland Timbers, partecipante alla Premier Development League.
Viene scelto nel corso del secondo giro assoluto dell'MLS SuperDraft 2019 dai S.J. Earthquakes. Esordisce in prima squadra l'11 maggio dello stesso anno, giocando l'incontro di MLS perso per 3-1 contro i N.E. Revolution.

### Nazionale
Dopo aver rappresentato le nazionali giovanili statunitensi Under-15, Under-17 ed Under-19, il 23 marzo 2022 ha esordito con la nazionale somala giocando l'incontro perso 0-3 contro l'eSwatini, valido per le qualificazioni alla Coppa delle nazioni africane 2023.

## Statistiche

### Presenze e reti nei club
Statistiche aggiornate al 28 marzo 2022.
| Stagione                | Squadra                 | Campionato              | Campionato | Campionato | Coppe nazionali | Coppe nazionali | Coppe nazionali | Coppe continentali | Coppe continentali | Coppe continentali | Altre coppe | Altre coppe | Altre coppe | Totale | Totale |
| Stagione                | Squadra                 | Comp                    | Pres       | Reti       | Comp            | Pres            | Reti            | Comp               | Pres               | Reti               | Comp        | Pres        | Reti        | Pres   | Reti   |
| ----------------------- | ----------------------- | ----------------------- | ---------- | ---------- | --------------- | --------------- | --------------- | ------------------ | ------------------ | ------------------ | ----------- | ----------- | ----------- | ------ | ------ |
| 2019                    | S.J. Earthquakes        | MLS                     | 4          | 0          | USOC            | 1               | 0               |                    | -                  | -                  |             | -           | -           | 5      | 0      |
| 2020                    | S.J. Earthquakes        | MLS                     | 4          | 0          |                 | -               | -               |                    | -                  | -                  |             | -           | -           | 4      | 0      |
| 2021                    | S.J. Earthquakes        | MLS                     | 4          | 0          |                 | -               | -               |                    | -                  | -                  |             | -           | -           | 4      | 0      |
| 2022                    | S.J. Earthquakes        | MLS                     | 1          | 0          | USOC            | 0               | 0               |                    | -                  | -                  |             | -           | -           | 1      | 0      |
| Totale S.J. Earthquakes | Totale S.J. Earthquakes | Totale S.J. Earthquakes | 13         | 0          |                 | 1               | 0               |                    | -                  | -                  |             | -           | -           | 14     | 0      |
| 2019                    | Reno 1868               | USLC                    | 17         | 1          |                 | -               | -               |                    | -                  | -                  |             | -           | -           | 17     | 1      |
| 2020                    | Reno 1868               | USLC                    | 1          | 0          |                 | -               | -               |                    | -                  | -                  |             | -           | -           | 1      | 0      |
| Totale Reno 1868        | Totale Reno 1868        | Totale Reno 1868        | 18         | 1          |                 | -               | -               |                    | -                  | -                  |             | -           | -           | 18     | 1      |
| Totale carriera         | Totale carriera         | Totale carriera         | 31         | 1          |                 | 1               | 0               |                    | -                  | -                  |             | -           | -           | 32     | 1      |

### Cronologia presenze e reti in nazionale
| Cronologia completa delle presenze e delle reti in nazionale ― Somalia | Cronologia completa delle presenze e delle reti in nazionale ― Somalia | Cronologia completa delle presenze e delle reti in nazionale ― Somalia | Cronologia completa delle presenze e delle reti in nazionale ― Somalia | Cronologia completa delle presenze e delle reti in nazionale ― Somalia | Cronologia completa delle presenze e delle reti in nazionale ― Somalia | Cronologia completa delle presenze e delle reti in nazionale ― Somalia | Cronologia completa delle presenze e delle reti in nazionale ― Somalia |
| Data                                                                   | Città                                                                  | In casa                                                                | Risultato                                                              | Ospiti                                                                 | Competizione                                                           | Reti                                                                   | Note                                                                   |
| ---------------------------------------------------------------------- | ---------------------------------------------------------------------- | ---------------------------------------------------------------------- | ---------------------------------------------------------------------- | ---------------------------------------------------------------------- | ---------------------------------------------------------------------- | ---------------------------------------------------------------------- | ---------------------------------------------------------------------- |
| 23-3-2022                                                              | Dar es Salaam                                                          | Somalia                                                                | 0 – 3                                                                  | eSwatini                                                               | Qual. Coppa d'Africa 2023                                              | -                                                                      |                                                                        |
| Totale                                                                 |                                                                        | Presenze                                                               | 1                                                                      |                                                                        | Reti                                                                   | 0                                                                      |                                                                        |